# Kristína Nemčková
Kristína Nemčková (* 21. července 2001 Praha) je vítězka 3. řady soutěže MasterChef Česko, kterou v roce 2019 vyhrála v 17 letech a stala se tak nejmladší vítězkou na světě. Je autorkou kuchařské knihy #UPGRADE, díky které ji zařadil Forbes mezi výběr 30pod30. Po absolvování prestižní školy Le Cordon Bleu v Londýně je držitelkou kuchařského ocenění Grand Diplôme® a v Londýně zůstala pracovat v michelinské restauraci Story v Londýně. Další pracovní zkušenosti nabírala více než rok na pozici sous chef v dánské třímichelinské restauraci Geranium. Aktuálně[kdy?] pracuje na otevření nové restaurace ve filipínské Manile.[zdroj?]

## MasterChef Česko 2019
Kristína se stala nejmladší účastnicí, když během konkurzu do 3. řady soutěže amatérských kuchařů MasterChef Česko 2019 na TV Nova postoupila rovnou do užšího výběru TOP 16 finalistů. Soutěž vyhrála vylepšenou verzí tradičního slovenského receptu na nastavovanou dýní (ve slovenštině „tekvicový prívarok“). Stala se tak nejmladším vítězem MasterChef na světě.[zdroj?]

## Vzdělání a praxe
Vystudovala Obchodní akademii v Praze v Satalicích (2016–2020) a během studia celý druhý ročník střední školy (2017/2018) studovala na střední škole v USA v městě Seattle, kde žila v hostitelské rodině.[zdroj?]
Po maturitě v roce 2020 nastoupila na studium kuchařské školy Le Cordon Bleu v Londýně a v červenci 2021, po ukončení studia, získala Grand Diplôme®. Je to akreditovaný profesionální diplom pro kuchaře z kombinovaného studia Cuisine (vaření) a Pâtisserie (pečení) na škole Le Cordon Bleu.[zdroj?]
V rámci vzdělávání absolvovala četné pracovní stáže. V roce 2019 například v restauraci U Matěje (Jan Punčochář) v Praze, v restauraci TARO nebo restauraci AROMI.[zdroj?]
V roce 2020 odjela do Londýna studovat na kulinářskou školu Le Cordon Bleu, kterou ukončila získáním profesního diplomu Grand Diplôme®.[zdroj?]
V roce 2021 nastoupila do michelinské restaurace Story v Londýně, ve které se vypracovala až na pozici Chef de Partie. Po 13 měsících se rozhodla nasbírat zkušenosti v další Michelinem oceněné restauraci Geranium v dánské Kodani. Tam nastoupila začátkem roku 2023 na pozici Demi Chef de Partie a pár měsících se vypracovala na zástupce šéfkuchaře (Sous Chef). Restaurace Geranium je podle žebříčku The world 50 best trvale zařazena mezi nejlepší restaurace světa. Pracovní stáž absolvovala i v roce 2023 v michelinské restauraci Hiša Franko ve Slovinsku.[zdroj?] Pro další pracovní zkušenost se v roce 2024 přestěhovala do filipínské Manily, kde dostala příležitost podílet se na otevření nové restaurace a vést ji jako její šéfkuchařka.[zdroj?]
V roce 2019 vydala svou první kuchařskou knihu UPGRADE, která se věnuje inovovaným tradičním česko-slovenským receptům.
Kristína má sestru, která je těžce postižena dětskou mozkovou obrnou a proto se vedle své profesi věnuje i pomoci lidem s postižením. Ve spolupráci s firmou Mixit uvedla na trh mix müsli Pro maminku, jejíž výtěžek byl poskytnut speciálním zařízením pro osoby se zdravotním postižením. Vydala také například charitativní kolekci mikin s vyhlášeným českým návrhářem Pavlem Berkym, ze které byl celý výtěžek poskytnut ve formě speciálních pomůcek rodinám s členem s postižením.

## Ocenění
- 2019: MF Dnes Češi roku
- 2019: Special Czech Social Award
- 2019: Euro 20do20 (20 úspěšných Čechů do dvaceti let)
- 2019: MasterChef Česko2019
- 2020: Forbes 30 nejvlivnějších influencerů
- 2020: Forbes 30pod30

V roce 2019 získala za výjimečné působení na sociálních sítích speciální ocenění Special Czech Social Award.
Časopis EURO ji zařadil mezi mladé české talenty „generace 21. století“ a vyšla i na obálce tohoto časopisu.[zdroj?] Médium MF DNES ji díky úspěchům v tak mladém věku vybral mezi inspirativní Češi roku 2019.[zdroj?]

## Díla
- #UPGRADE kuchařská kniha (rok vydání 2019 / 264 stran / 91 receptů)